# Yamaha XJ6 Diversion
Yamaha XJ6 Diversion – japoński motocykl sportowo-turystyczny produkowany przez firmę Yamaha od 2009 roku.

## Dane techniczne/Osiągi
Silnik: R4

Pojemność silnika: 600 cm³

Moc maksymalna: 78 KM/10000 obr./min

Maksymalny moment obrotowy: 60/Nm

Prędkość maksymalna: 205 km/h 

Przyspieszenie 0-100 km/h: 3,9 s